# MX Player
 (juin 2016).
Si vous disposez d'ouvrages ou d'articles de référence ou si vous connaissez des sites web de qualité traitant du thème abordé ici, merci de compléter l'article en donnant les références utiles à sa vérifiabilité et en les liant à la section « Notes et références ».
MX Player est un lecteur multimédia gratuit avec une version payante disponible sur le système Android. Il prend en charge de nombreux formats vidéos. Il permet également la lecture des sous-titre. C'est également un des lecteurs multimédias les plus utilisés et les plus anciens pour Android.

## Caractéristiques
MX Player permet de lire des vidéos et leurs sous-titres. Il permet de trouver des sous-titres sur internet, de modifier leur taille mais aussi la vitesse de la vidéo.
Sur le plan technique, il supporte :
- Formats de fichier vidéo : 3GP, AVI, DIVX, F4V, FLV, MKV, MP4, MOV, VOB, WMV, WEBM[2]
- Formats de sous-titrage : SSA, SRT, SUB, TXT, VTT[2]

## Rachat par Amazon
Amazon a conclu un accord pour acquérir des actifs clés de la plateforme vidéo indienne MX Player auprès de Times Internet pour moins de 100 millions de dollars, soit bien en deçà de sa valorisation de 500 millions lors de sa dernière levée de fonds. Cette transaction couvre uniquement certains actifs (et non l’ensemble de l’entreprise), et plusieurs dirigeants de MX Player rejoindront Amazon une fois le rachat finalisé.
Amazon conservera la marque MX Player et compte utiliser sa forte implantation dans les petites villes indiennes pour y étendre son empreinte e-commerce et de divertissement.

## Logiciels apparentés
MX Player a de nombreux concurrent, dans les plus connus on peut citer,, :
- VLC media player.
- Kodi
- BS Player
- Plex
- KMPlayer
- XPlayer